# Isaks kläpp
Isaks kläpp este o arie protejată (arie specială de conservare — SAC, sit de importanță comunitară — SCI) din Suedia întinsă pe o suprafață de 124,7 ha, integral pe uscat.

## Localizare
Centrul sitului Isaks kläpp este situat la coordonatele 56°11′48″N 15°58′34″E / 56.1968°N 15.9761°E.

## Înființare
Situl Isaks kläpp a fost declarat sit de importanță comunitară în ianuarie 1998 pentru a proteja 1 specie de animale. Situl a fost protejat și ca arie specială de conservare în martie 2011.

## Biodiversitate
Situată în ecoregiunile boreală și marină baltică, aria protejată conține 3 habitate naturale: Insulițe și insule mici din Baltica boreală, Pășuni de coastă din Baltica boreală, Golfuri mici largi și golfuri puțin adânci.
La baza desemnării sitului se află o specie protejată de  mamifere: focă obișnuită (Phoca vitulina).